# Rota (isola)
Rota (Chamoru: Luta) è un'isola dell'oceano Pacifico appartenente alle Isole Marianne. Ha una superficie di 85,38 km², ed ha 3.283 abitanti (al Censimento del 2000).

## Storia
L'isola venne visitata dai primi occidentali nel 1524, quando il navigatore spagnolo Juan Sebastián Elcano prese possesso delle isole Marianne per la Corona di Spagna.

## Amministrazione
Amministrativamente è una municipalità delle Isole Marianne Settentrionali, ed il principale centro abitato è il villaggio Songsong.

## Trasporti
L'isola è dotata di un aeroporto internazionale.